# João Oliva
 (août 2022).
Pour les articles homonymes, voir Oliva.
João Victor Marcari Oliva (né le 2 février 1996) est un cavalier de dressage olympique brésilien.

## Biographie
Il est le fils d'Hortência Marcari, médaillée d'argent olympique en basket-ball en 1996.

## Carrière sportive
Il a participé aux Jeux olympiques d'été de 2016 à Rio de Janeiro, au Brésil, où il a terminé 10e de la compétition par équipe et 46e de la compétition individuelle.
Oliva a également représenté le Brésil aux Jeux équestres mondiaux de 2014 en Normandie, en France, où il a terminé 24e en dressage par équipe et 85e en dressage individuel. En 2015, il a participé aux Jeux panaméricains, où il a remporté une médaille de bronze en dressage par équipe.
Il a participé aux Jeux olympiques d'été de 2020, étant le seul cavalier de dressage brésilien sélectionné pour concourir en individuel à la suite de la perte de l'équipe brésilienne de dressage. Le 8 août 2022, il termine 21e du Grandprix spécial de la Coupe du monde de dressage à Herning.